# Filip z Tesaloniki
Filip z Tesaloniki (stgr. Φίλιππος ὁ Θεσσαλονικεύς) – poeta grecki z I wieku n.e., autor epigramatów, które za panowania cesarza Kaliguli wydał wraz z utworami innych poetów.

## Życie
Filip żył w I wieku n.e. Za panowania cesarza Kaliguli wydał zbiór epigramów własnych i cudzych zatytułowany Wieniec. Zbiór Filipa trafił później do Antologii palatyńskiej, w której zachowało się około 80 jego utworów.

## Twórczość
W niektórych, skromny literat z Macedonii oddaje hołd cesarzom, pisząc m.in. o wawrzynie wyrosłym na ołtarzu Augusta (IX 307), o roju pszczół, które osiadły na trofeum Oktawiana Augusta, dziobach okrętów zdobytych pod Akcjum (VI 326), o rydwanie z posągiem Kaliguli ciągniętym przez słonie (IX 285). W innych utworach gorąco spiera się z gramatykami Kallimacha (XI 121, 347), łowcami nędznych spójników, badającymi czyim synem był Proteus i kto to był Pigmalion, a choć naśladuje w tym Antypatra z Tesaloniki i innych, jego zaangażowanie wydaje się szczere. Charakter książkowego naśladowania utworów Leonidasa z Tarentu, mają natomiast epigramy wotywne o skromnych ludziach pracy, dla których Filip nie ma zrozumienia. Idąc za wzorem Antifilosa z Bizancjum układał liczne wiersze epidejktyczne: o chłopcu zaatakowanym przez tryka, którego uratował dzik, o psie myśliwskim, który rzucił się z okrętu, by zapolować na delfiny i utonął. Pozostawił po sobie dwa konwencjonalne utwory erotyczne (skierowane do chłopców), kilkanaście epigramów opisujących dzieła sztuki i dziesięć nagrobkowych.

## Znaczenie
W swojej twórczości Filip pozostaje zależny głównie od Leonidasa z Tarentu i Antifilosa z Bizancjum. Za Leonidasem i jego szkołą idzie też w kwestiach języka i stylu, zdobywa się przy tym na tak dziwaczne peryfrazy jak ta, w której krzesiwo określa jako: płonący kamień ciężarny ogniem, budzący blask. Jest zaliczany do drugorzędnych epigramatyków greckich. Za jego główną zasługę uznaje się zebranie przed rozproszeniem epigramów współczesnych mu poetów greckich.